# 제주돌문화공원
제주돌문화공원(濟州돌文化公園)은 제주특별자치도에 위치한 자연공원이다. 제주특별자치도 제주시 조천읍 남조로 2023에 위치하고 있다.

## 갤러리

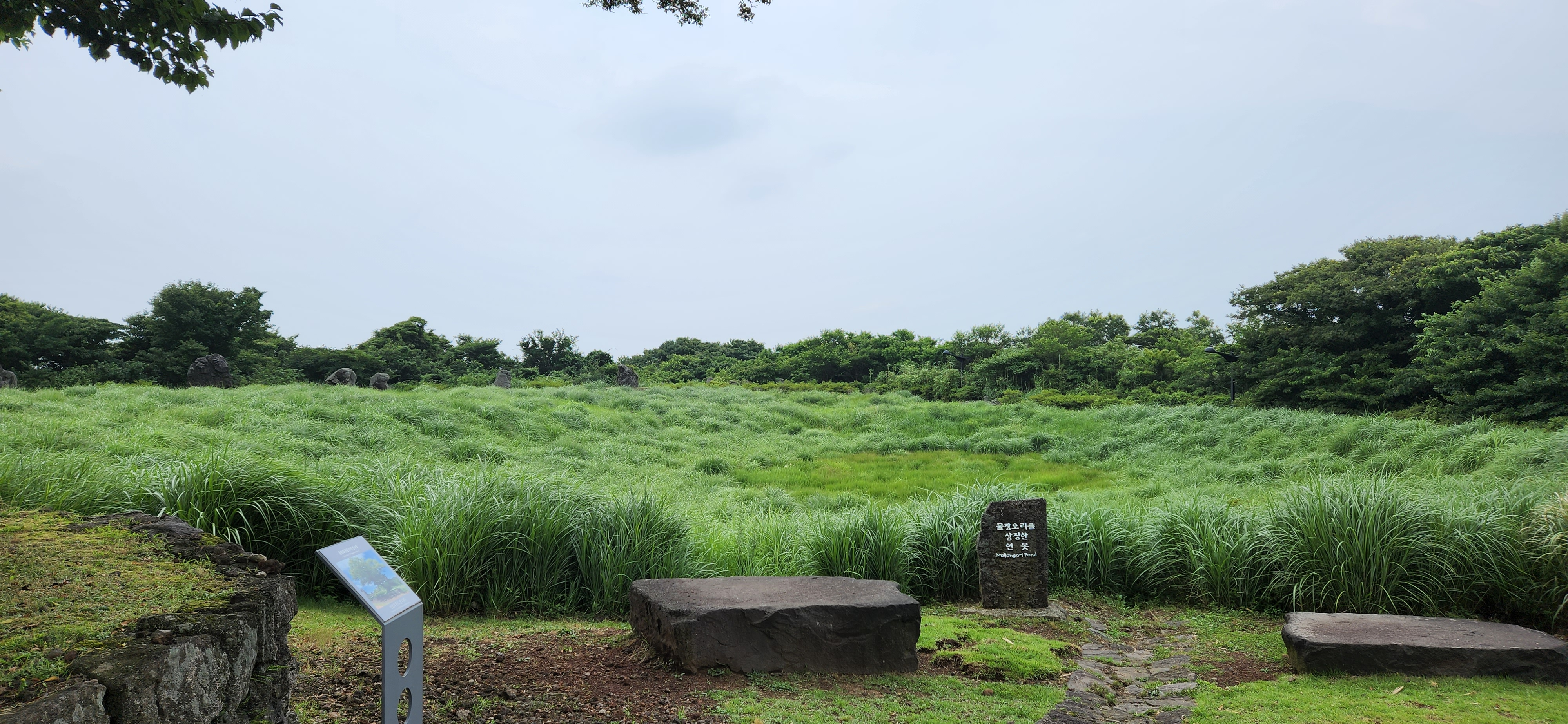
제주돌문화공원의 물장오리를 상징한 연못
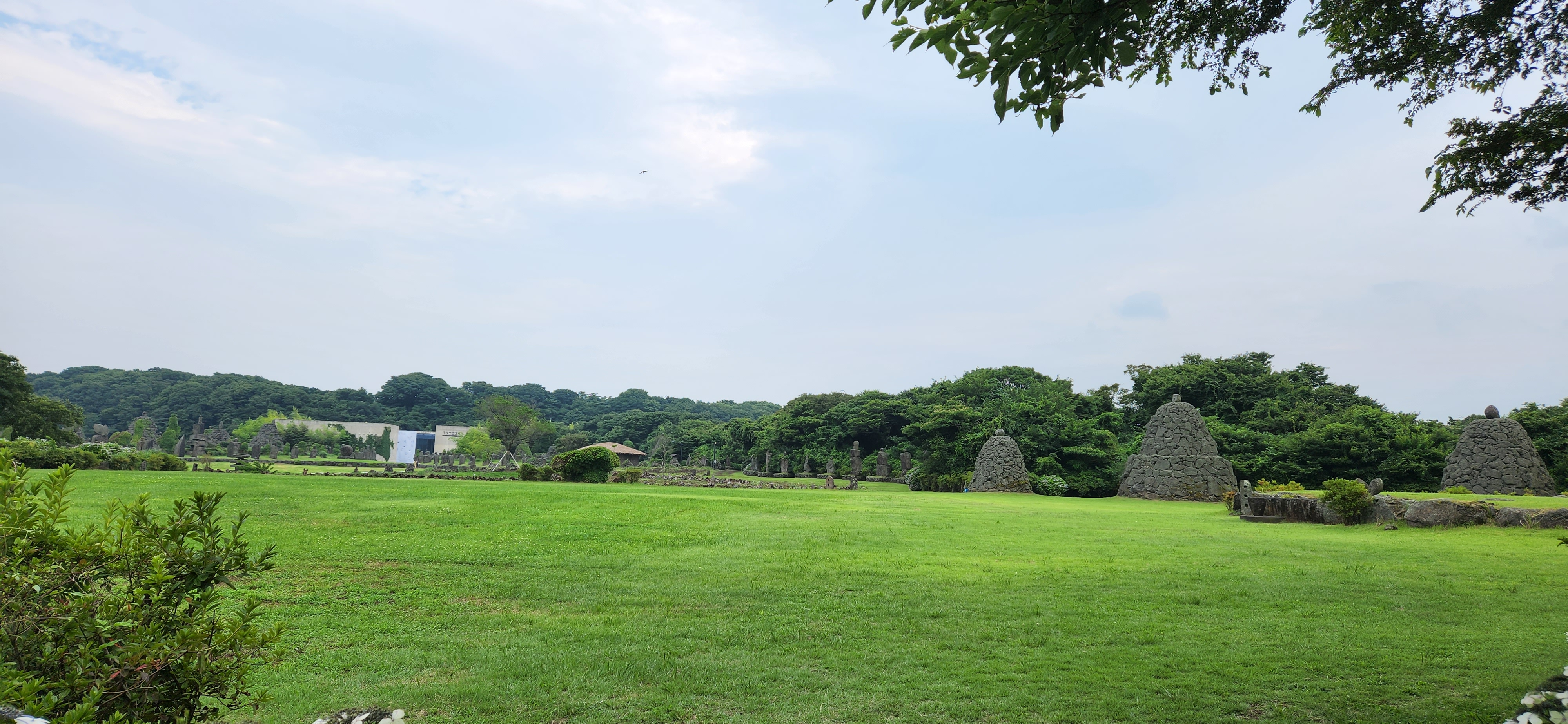
제주돌문화공원의 들판
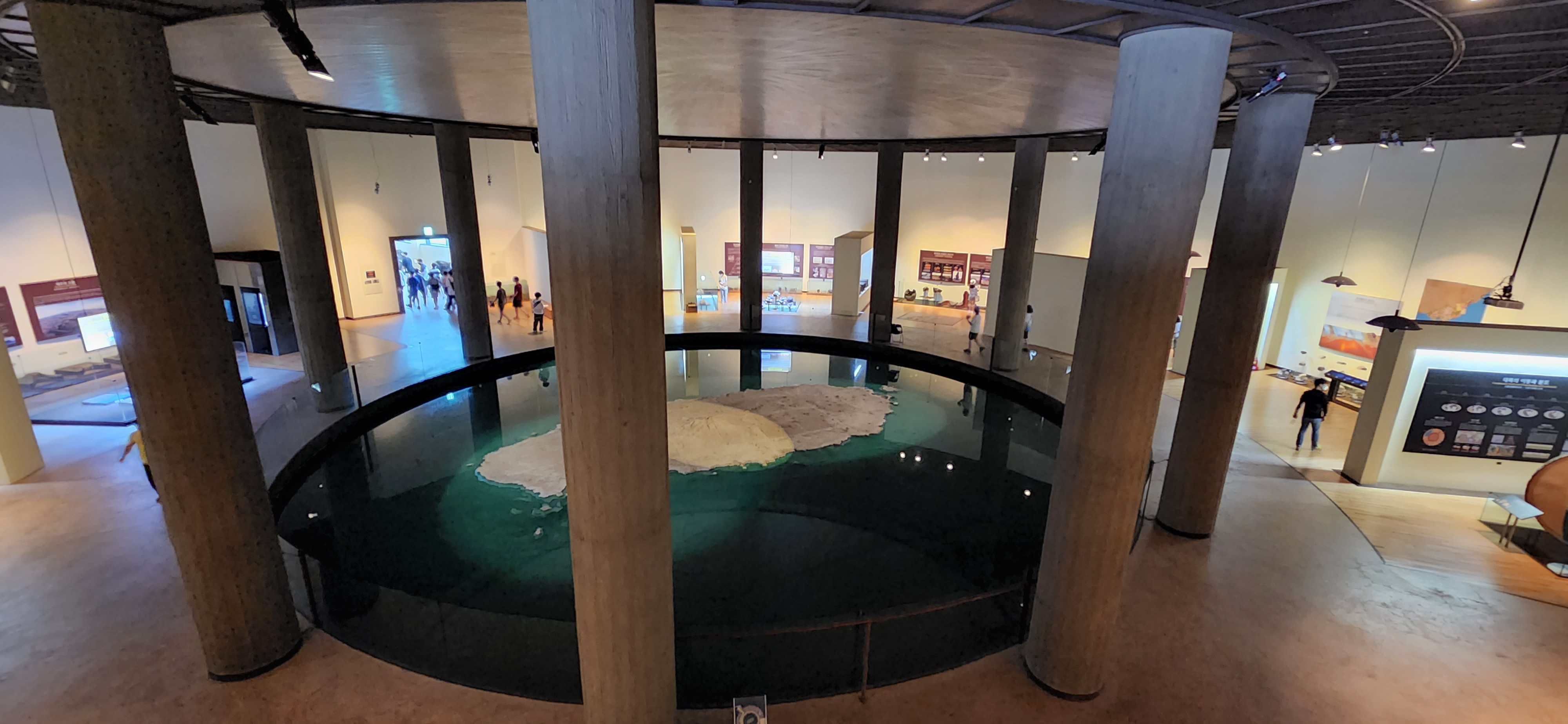
제주돌박물관 내부

## 같이 보기
- 제주 4·3 평화공원